# Tiburones de Barranquilla
Los Tiburones de Barranquilla fue un equipo de béisbol de la Liga de Verano de Béisbol Profesional en Colombia, con participación desde la temporada 2016 y con sede en el Estadio Tomás Arrieta de Barranquilla.
Debido a la remodelación del estadio Tomás Arrieta, el equipo jugó de local la temporada 2016 en el municipio de Santa Cruz de Lorica, Córdoba, durante la cual serán conocidos como los Tiburones de Lorica.

## Roster 2016
Esta es la nómina presentada en el 2016.

## Palmarés
- Liga de Verano de Béisbol Profesional: Subcampeón (2016)